# Pavetta gleniei
Pavetta gleniei är en måreväxtart som beskrevs av George Henry Kendrick Thwaites och Joseph Dalton Hooker. Pavetta gleniei ingår i släktet Pavetta och familjen måreväxter.
Artens utbredningsområde är Sri Lanka. Inga underarter finns listade i Catalogue of Life.